# Уран, Кретьен
Кретье́н Ура́н (фр. Chrétien Urhan; 16 февраля 1790 года, Монжуа, близ Экс-ла-Шапель ― 2 ноября 1845 года, Париж) ― французский скрипач, альтист и композитор немецкого происхождения.
Игре на скрипке учился у отца, самостоятельно осваивал другие инструменты. В 1804 с успехом выступил в Экс-ла-Шапель, где его исполнение услышала императрица Жозефина и порекомендовала ему отправиться в Париж. Во французской столице Уран стал музыкантом в оркестре Жана-Франсуа Лесюэра и совершенствовался у него как скрипач. В 1807―1815 он играл в оркестре Королевской капеллы, а с 1814 ― в оркестре Парижской оперы, где в 1823 стал концертмейстером. С 1827 Уран ― органист церкви Сен-Венсан-де-Поль, с 1828 ― руководитель Общества концертов Консерватории. Уран был известен как блестящий импровизатор на разных инструментах (в том числе на скрипке-альте ― скрипке с добавлением пятой струны до, как у альта), а также как альтист-виртуоз. Выступал как солист и камерный музыкант в ансамбле с Ференцем Листом и Фредериком Шопеном, в струнных квартетах Байо (в 1824―1837) и Антона Борера (1830―1831), принимал участие в парижских премьерах поздних квартетов Бетховена. По просьбе Гектора Берлиоза Юран исполнил партию солирующего альта на первом исполнении симфонии «Гарольд в Италии», а Джакомо Мейербер написал специально для него соло виолы д’амур в первом действии своей оперы «Гугеноты».
Уран ― один из первых в истории сольных исполнителей на альте. Он популяризировал у французской публики произведения Баха, Генделя, Бетховена и Шуберта, часто исполняя их в концертах. Среди его собственных сочинений ― два «Романтических квинтета» для двух скрипок, двух альтов и виолончели, фортепианные работы в две и четыре руки, романсы и др.